# Цезигер, Седрик
Седрик Адриан Цезигер (нем. Cédric Adrian Zesiger; род. 24 июня 1998, Мерье, Швейцария) — швейцарский футболист, полузащитник клуба «Аугсбург» и сборной Швейцарии.

## Игровая карьера

### Клубная карьера
Профессиональную карьеру начал в клубе «Ксамакс», в котором отыграл целый сезон, сыграв 26 матчей в Челлендж-лиге.
В августе 2016 года перешёл в «Грассхоппер», в котором отыграл три сезона.
29 июня 2019 года Седрик подписал первый большой контракт с клубом «Янг Бойз» на 5 лет. В составе «Янг Бойза» он три раза выиграл чемпионат Швейцарии и два Кубка Швейцарии.
После четырёх сезонов в составе «Бойз», 3 мая 2023 года подписал четырёхлетний контракт с немецким «Вольфсбургом».

### Карьера в национальной сборной
Дебютировал за сборную Швейцарии 1 сентября 2021 года в товарищеском матче против сборной Греции.

## Достижения
«Янг Бойз»
- Чемпионат Швейцарии (3): 2019/20, 2021/22, 2022/23
- Кубок Швейцарии (2): 2019/20, 2022/23